# Adenocalymma
Adenocalymma, biljni rod iz porodice katalpovki, dio reda medićolike. Pripada oko 90 vrsta rasprostranjenih po tropskoj Americi.

## Opis
Adenocalymma je rod neotropskih lijana, grmova i stabala koji pripada plemenu Bignonieae (Bignoniaceae). Rod se prepoznaje po kupastim trihomima koji se nalaze na profilima, braktejama, brakteolama, čaškama i plodovima te po prisutnosti člankovitih peteljki i petiolula (peteljčica).  Pseudostipule male, više ili manje ušiljene, ne lisnate. Lišće 3-listasto, završni listić često zamijenjen jednostavnom viticom. Cvat je uski aksilarni ili terminalni brakteatni grozd, svaki pupoljak pokriven kadukuznim žljezdastim braktejem. Cvjetovi s kupastom čaškom, dvousni do više ili manje usječeni, obično s vidljivim tanjurastim žlijezdama u gornjem dijelu; vjenčić žut, cjevasto-infundibuliforman do cjevasto-zvonast, izvana obično dlakav; prašnici goli, teke ravne, razdvojene ili nekako divergentne; jajnik usko valjkast, ljuskav ili puberulentan, jajne stanice 2-serijalne u svakom lokulusu. Plod duguljasta čahura, zalisci paralelni s pregradom, samo malo stisnuti, drvenasti, obično s više ili manje uzdignutim lećama, srednji živac nije uočljiv; sjemenke dvokrilne ili gotovo bez krila, tijelo debelo i plutasto, krila su slabo razgraničena.

## Vrste
1. Adenocalymma acutissimum (Cham.) Miers
2. Adenocalymma adenophorum (Sandwith) L.G.Lohmann
3. Adenocalymma albiflorum (Salzm. ex DC.) B.M.Gomes & L.H.Fonseca
4. Adenocalymma alboaurantiacum (Faria & Proença) L.H.Fonseca & L.G.Lohmann
5. Adenocalymma album (Aubl.) L.G.Lohmann
6. Adenocalymma allamandiflorum (Bureau ex K.Schum.) L.G.Lohmann
7. Adenocalymma apetiolatum L. H.Fonseca & L.G.Lohmann
8. Adenocalymma apparicioanum J.C.Gomes
9. Adenocalymma apterospermum (Sandwith) Udulutsch & Assis
10. Adenocalymma apurense (Kunth) Sandwith
11. Adenocalymma arthropetiolatum A.H.Gentry
12. Adenocalymma aspericarpum (A.H.Gentry) L.G.Lohmann
13. Adenocalymma aurantiacum Udulutsch & Assis
14. Adenocalymma axillare (K. Schum.) L.G.Lohmann
15. Adenocalymma bipinnatum (S. Moore) L.G.Lohmann
16. Adenocalymma biternatum (A. Samp.) L.G.Lohmann
17. Adenocalymma bracteatum (Cham.) DC.
18. Adenocalymma bracteolatum DC.
19. Adenocalymma bracteosum (DC.) L.G.Lohmann
20. Adenocalymma bullatum Bureau ex K.Schum.
21. Adenocalymma calcareum Udulutsch & P.Dias
22. Adenocalymma campicola (Pilg.) L.G.Lohmann
23. Adenocalymma candolleanum (Mart. ex DC.) L.H.Fonseca & L.G.Lohmann
24. Adenocalymma cauliflorum L.H.Fonseca & L.G.Lohmann
25. Adenocalymma chocoense A.H.Gentry
26. Adenocalymma cidii (A.H.Gentry ex Hauk) L.G.Lohmann
27. Adenocalymma cinereum Udulutsch & Assis
28. Adenocalymma cladotrichum (Sandwith) L.G.Lohmann
29. Adenocalymma contractum (A.H.Gentry ex Hauk) L.G.Lohmann
30. Adenocalymma coriaceum A.DC.
31. Adenocalymma cristicalyx (A.H.Gentry) L.G.Lohmann
32. Adenocalymma croatii (A.H.Gentry) L.G.Lohmann
33. Adenocalymma cymbalum (Cham.) Bureau & K.Schum.
34. Adenocalymma dichilum A. H. Gentry
35. Adenocalymma divaricatum Miers
36. Adenocalymma dugandii Sandwith
37. Adenocalymma dusenii Kraenzl.
38. Adenocalymma fistulosum L.H.Fonseca & L.G.Lohmann
39. Adenocalymma flaviflorum (Miq.) L.G.Lohmann
40. Adenocalymma flavum Mart. ex DC.
41. Adenocalymma fruticosum A.H.Gentry
42. Adenocalymma gibbosum Udulutsch & Assis
43. Adenocalymma gracielzae A.H.Gentry
44. Adenocalymma hatschbachii A.H.Gentry
45. Adenocalymma heterophyllum Kraenzl.
46. Adenocalymma hirtum (Mart. ex DC.) Bureau & K.Schum.
47. Adenocalymma hypostictum Bureau & K.Schum.
48. Adenocalymma imperatoris-maximilianii (Wawra) L.G.Lohmann
49. Adenocalymma impressum (Rusby) Sandwith
50. Adenocalymma inundatum Mart. ex DC.
51. Adenocalymma involucratum (Bureau & K.Schum.) L.G.Lohmann
52. Adenocalymma juliae (A.H.Gentry) L.G.Lohmann
53. Adenocalymma lineare L.H.Fonseca & Zuntini
54. Adenocalymma longilineum (A. Samp.) L.G.Lohmann
55. Adenocalymma magdalenense Dugand
56. Adenocalymma magnificum Mart. ex DC.
57. Adenocalymma marginatum (Cham.) DC.
58. Adenocalymma mirabile (Sandwith) L.H.Fonseca & L.G.Lohmann
59. Adenocalymma molle (A. H. Gentry) L.G.Lohmann
60. Adenocalymma moringifolium (DC.) L.G.Lohmann
61. Adenocalymma neoflavidum L.G.Lohmann
62. Adenocalymma nervosum Bureau & K.Schum.
63. Adenocalymma nodosum (Silva Manso) L.G.Lohmann
64. Adenocalymma patulum (Miers) L.G.Lohmann
65. Adenocalymma paucifoliolatum (A.H.Gentry) L.G.Lohmann
66. Adenocalymma paulistarum Bureau ex K.Schum.
67. Adenocalymma pedunculatum (Vell.) L.G.Lohmann
68. Adenocalymma peregrinum (Miers) L.G.Lohmann
69. Adenocalymma prancei A. H. Gentry
70. Adenocalymma pseudopatulum (A.H.Gentry) L.G.Lohmann
71. Adenocalymma pubescens (Spreng.) L.G.Lohmann
72. Adenocalymma purpurascens Rusby
73. Adenocalymma racemosum (A.H.Gentry) L.G.Lohmann
74. Adenocalymma reticulatum Bureau ex K.Schum.
75. Adenocalymma salmoneum J. C. Gomes
76. Adenocalymma sastrei (A.H.Gentry & Hauk) L.G.Lohmann
77. Adenocalymma saulense A. H. Gentry
78. Adenocalymma scabriusculum Mart. ex DC.
79. Adenocalymma scansile Miers
80. Adenocalymma schomburgkii (DC.) L. G. Lohmann
81. Adenocalymma sessile Udulutsch & Assis
82. Adenocalymma sousae A. H. Gentry
83. Adenocalymma subincanum Huber
84. Adenocalymma subsessilifolium DC.
85. Adenocalymma subspicatum A.H.Gentry
86. Adenocalymma tanaeciicarpum (A.H.Gentry) L.G.Lohmann
87. Adenocalymma ternatum (Vell.) Corr. Mello ex Bureau & K.Schum.
88. Adenocalymma trifoliatum (Vell.) R.C.Laroche
89. Adenocalymma ubatubensis Assis & Semir
90. Adenocalymma uleanum Kraenzl.
91. Adenocalymma validum (K. Schum.) L.G.Lohmann
92. Adenocalymma velutinum (A.H.Gentry ex Hauk) L.G.Lohmann